# Родинг (река)
Родинг (англ. Roding) — река в Англии длиной 80 км, левый приток Темзы. До 1965 года река находилась полностью в Эссексе. Река является естественной границей между боро Ньюэмом и Баркинг и Дагенемом в Большом Лондоне.
Боро Редбридж берёт своё название от старого моста через реку Родинг. Несколько поселений вдоль реки в Эссексе известны под общим названием the Rodings.

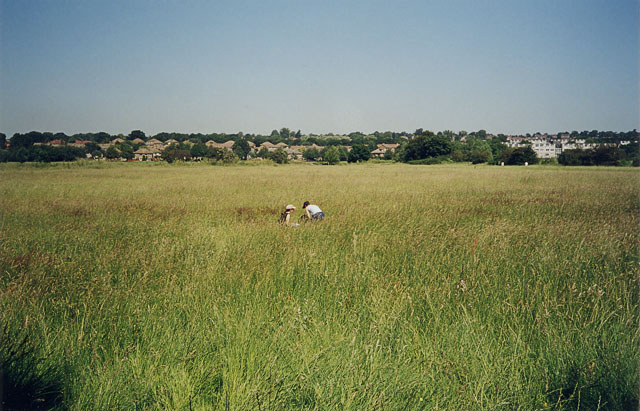
Пойменные луга у реки возле Чигуэлл, со стороны Лоутона, в заповеднике Roding Valley Meadows